# ボヤン・ヤニッチ
ボヤン・ヤニッチ（セルビア語: Бојан Јанић、1982年11月3日 - ）は、セルビアの元男子バレーボール選手。レスコヴァツ出身。元セルビア代表。

## 来歴
1998年、ユーゴスラビアリーグのレッドスター・ベオグラードへ入団。2002年にヴォイヴォディナ・ノヴィサドへ移籍し、同シーズンのカップ優勝を経験する。イタリア・セリエAのフェラーラ、ヴィボ・ヴァレンツィア、スペインリーグのCVアルメリアを経て、2006年からセリエA2で2シーズンプレーし、2008年のヴェローナのA1昇格に貢献。同年ポーランドリーグのトレフル・グダニスク、2009年にロシアスーパーリーグのヤロスラヴィチ・ヤロスラヴリへ移籍した。
2003年に代表に選出され、通算124試合に出場。ナショナルチームでは控えのレフトとしての起用が多かったものの、セルビア代表として選出された2008年北京オリンピックに出場した。また、欧州選手権で3位入賞を2度経験、ワールドリーグでは準優勝を4度経験した。

## 球歴
- オリンピック - 2008年（5位）
- 世界選手権 - 2010年（銅メダル）
- ワールドリーグ - 2003年、2005年、2008年、2009年（準優勝）
- 欧州選手権 - 2005年、2007年（3位）、2009年（5位）

## 所属クラブ
- レッドスター・ベオグラード （1998-2002年）
- ヴォイヴォディナ・ノヴィサド （2002-2003年）
- 4トッリ・フェラーラ・バレー （2003-2004年）
- カッリポ・ヴィボ・ヴァレンツィア （2004-2005年）
- CVアルメリア （2005-2006年）
- ルピ・パッラヴォーロ・Sクローチェ （2006-2007年）
- ブル・バレー・ヴェローナ （2007-2008年）
- トレフル・グダニスク （2008-2009年）
- ヤロスラヴィチ・ヤロスラヴリ （2009-2011年）
- ファケル・ノヴィ・ウレンゴイ（2011-2012年）
- ガラタサライSK（2012-2013年）
- 上海（2013-2014年）
- CVM Tomis Costanza（2014-2015年）
- スタッド・ポワトヴァン・バレー＝ビーチ（2015-2016年）
- Arcada Galați（2016-2017年）
- タンノウリン・クラブ（2017-2018年）
- パルチザン・ベオグラード（2018-2020年）